# Anraff
Anraff ist ein Ortsteil der Gemeinde Edertal im nordhessischen Landkreis Waldeck-Frankenberg.

## Geographie
Er liegt im Tal der Eder am Naturschutzgebiet „Ederauen“. Durch den Ort verläuft die Landesstraße 3086. In direkter Ortsnähe liegen die Anraffer Teiche.

## Geschichte

### Ortsgeschichte
Die älteste bekannte schriftliche Erwähnung von Anraff erfolgte im Zeitraum zwischen 780 und 802 unter dem Namen Arneffe im Codex Eberhardi. Weitere Erwähnungen erfolgten unter den Ortsnamen (in Klammern das Jahr der Erwähnung): Anrephe (1206), Anreffe (1231) und Anreff  (1397).
Hessische Gebietsreform (1970–1977)
Die bis dahin selbständige Gemeinde Anraff fusionierte zum 31. Dezember 1971 im Zuge der Gebietsreform in Hessen mit anderen Gemeinden des Edertales freiwillig zur Großgemeinde Edertal. Für Anraff, wie für alle ehemaligen Gemeinden von Edertal, wurden Ortsbezirke mit Ortsbeirat und Ortsvorsteher nach der Hessischen Gemeindeordnung gebildet.

### Verwaltungsgeschichte im Überblick
Die folgende Liste zeigt die Staaten und Verwaltungseinheiten, in denen Anraff lag:
- vor 1712: Heiliges Römisches Reich, Grafschaft Waldeck, Amt Waldeck
- ab 1712: Heiliges Römisches Reich, Fürstentum Waldeck, Amt Waldeck
- ab 1807: Fürstentum Waldeck, Amt Waldeck
- ab 1815: Fürstentum Waldeck, Oberamt der Eder
- ab 1816: Fürstentum Waldeck, Oberjustizamt der Eder
- ab 1850: Fürstentum Waldeck-Pyrmont (seit 1849), Kreis der Eder[Anm. 1]
- ab 1867: Fürstentum Waldeck-Pyrmont (Akzessionsvertrag mit Preußen), Kreis der Eder
- ab 1871: Deutsches Reich, Fürstentum Waldeck-Pyrmont, Kreis der Eder
- ab 1919: Deutsches Reich, Freistaat Waldeck-Pyrmont, Kreis der Eder
- ab 1929: Deutsches Reich, Freistaat Preußen, Provinz Hessen-Nassau, Regierungsbezirk Kassel, Kreis der Eder
- ab 1942: Deutsches Reich, Freistaat Preußen, Provinz Hessen-Nassau, Regierungsbezirk Kassel, Landkreis Waldeck
- ab 1944: Deutsches Reich, Freistaat Preußen, Provinz Kurhessen, Regierungsbezirk Kassel, Landkreis Waldeck
- ab 1945: Deutsches Reich, Amerikanische Besatzungszone, Groß-Hessen, Regierungsbezirk Kassel, Landkreis Waldeck
- ab 1946: Deutsches Reich, Amerikanische Besatzungszone, Hessen, Regierungsbezirk Kassel, Landkreis Waldeck
- ab 1949: Bundesrepublik Deutschland, Hessen, Regierungsbezirk Kassel, Landkreis Waldeck
- ab 1972: Bundesrepublik Deutschland, Hessen, Regierungsbezirk Kassel, Landkreis Waldeck, Gemeinde Edertal
- ab 1974: Bundesrepublik Deutschland, Hessen, Regierungsbezirk Kassel, Landkreis Waldeck-Frankenberg, Gemeinde Edertal

### Bevölkerung
Einwohnerstruktur 2011
Nach den Erhebungen des Zensus 2011 lebten am Stichtag, dem 9. Mai 2011, in Anraff 363 Einwohner. Darunter waren 6 (1,7 %) Ausländer.
Nach dem Lebensalter waren 69 Einwohner unter 18 Jahren, 138 waren zwischen 18 und 49, 93 zwischen 50 und 64 und 63 Einwohner waren älter.
Die Einwohner lebten in 156 Haushalten. Davon waren 51 Singlehaushalte, 48 Paare ohne Kinder und 48 Paare mit Kindern, sowie 6 Alleinerziehende und 6 Wohngemeinschaften. In 30 Haushalten lebten ausschließlich Senioren und in 111 Haushaltungen leben keine Senioren.
Einwohnerentwicklung
 Quelle: Historisches Ortslexikon
- 1620: 33 Häuser
- 1650: 11 Häuser
- 1738: 33 Wohnhäuser
- 1770: 42 Häuser, 251 Einwohner

| Anraff: Einwohnerzahlen von 1770 bis 2020 | Anraff: Einwohnerzahlen von 1770 bis 2020 | Anraff: Einwohnerzahlen von 1770 bis 2020 | Anraff: Einwohnerzahlen von 1770 bis 2020 | Anraff: Einwohnerzahlen von 1770 bis 2020 |
| --- | ----------------------------------------- | ----------------------------------------- | ----------------------------------------- | ----------------------------------------- |
| Jahr |                                           |                                           |                                           | Einwohner                                 |
| 1770 | 1770                                      |                                           | 251                                       | 251                                       |
| 1800 | 1800                                      |                                           | ?                                         | ?                                         |
| 1834 | 1834                                      |                                           | 275                                       | 275                                       |
| 1840 | 1840                                      |                                           | 274                                       | 274                                       |
| 1846 | 1846                                      |                                           | 285                                       | 285                                       |
| 1852 | 1852                                      |                                           | 299                                       | 299                                       |
| 1858 | 1858                                      |                                           | 273                                       | 273                                       |
| 1864 | 1864                                      |                                           | 273                                       | 273                                       |
| 1871 | 1871                                      |                                           | 271                                       | 271                                       |
| 1875 | 1875                                      |                                           | 274                                       | 274                                       |
| 1885 | 1885                                      |                                           | 285                                       | 285                                       |
| 1895 | 1895                                      |                                           | 233                                       | 233                                       |
| 1905 | 1905                                      |                                           | 242                                       | 242                                       |
| 1910 | 1910                                      |                                           | 274                                       | 274                                       |
| 1925 | 1925                                      |                                           | 298                                       | 298                                       |
| 1939 | 1939                                      |                                           | 303                                       | 303                                       |
| 1946 | 1946                                      |                                           | 447                                       | 447                                       |
| 1950 | 1950                                      |                                           | 466                                       | 466                                       |
| 1956 | 1956                                      |                                           | 380                                       | 380                                       |
| 1961 | 1961                                      |                                           | 386                                       | 386                                       |
| 1967 | 1967                                      |                                           | 419                                       | 419                                       |
| 1980 | 1980                                      |                                           | ?                                         | ?                                         |
| 1990 | 1990                                      |                                           | ?                                         | ?                                         |
| 2000 | 2000                                      |                                           | ?                                         | ?                                         |
| 2015 | 2015                                      |                                           | 350                                       | 350                                       |
| 2020 | 2020                                      |                                           | 344                                       | 344                                       |
| Datenquelle: Historisches Gemeindeverzeichnis für Hessen: Die Bevölkerung der Gemeinden 1834 bis 1967. Wiesbaden: Hessisches Statistisches Landesamt, 1968. Weitere Quellen: LAGIS; Gemeinde Edertal; Zensus 2011 |                                           |                                           |                                           |                                           |

Historische Religionszugehörigkeit
| • 1895: | 233 evangelische (= 100 %) Einwohner                              |
| • 1961: | 340 evangelische (= 88,08 %), 37 katholische (= 9,59 %) Einwohner |

## Kirche
Die Kirche wurde 1827 anstelle einer Vorgängerkirche erbaut. Es handelt sich um eine mit Bruchsteinen ausgemauerte Fachwerkkirche. Der Turm ist in das Dachgebälk des Kirchenschiffes eingebaut und besteht aus einem Dachreiter. Nach der letzten Kirchensanierung wurden 2009 zwei künstlerische Objekte vom Atelier Lönne und Neumann in den jüngst wieder geöffneten Fenstern der Altarwand gestaltet.

## Vereine
- Freiwillige Feuerwehr Anraff
- Spielgemeinschaft Anraff/Giflitz/Friedrichstein (Frauenfußball Hessenliga)
- SV 1921 Anraff
- Junggesellenclub Anraff

## Verkehr
Der Haltepunkt Anraff lag an der Bahnstrecke Wega–Brilon Wald, die in diesem Abschnitt 2001 stillgelegt wurde.